# Mark Normand
Mark Normand (n. 18 septembrie 1983, parohia Orleans⁠(d), Louisiana, SUA) este un comic și actor american. A început să susțină spectacole de stand-up comedy în New Orleans, orașul său natal, în 2006. A susținut show-uri atât în Statele Unite, cât și în străinătate, și a apărut în emisiuni de televiziune precum Conan⁠(d), The Tonight Show cu Jimmy Fallon⁠(d) și The Late Show with Stephen Colbert⁠(d).
Normand a fost gazdă a unui podcast săptămânal intitulat Tuesdays with Stories alături de comicul Joe List⁠(d) din 2013. De asemenea, este gazda podcastului săptămânal We Might be Drunk împreună cu comicul Sam Morril⁠(d).

## Biografie
Normand s-a născut în New Orleans și a urmat Liceul De La Salle⁠(d). A studiat la Universitatea din New Orleans⁠(d); și-a întrerupt studiile pentru a urma Academia de Film din New York⁠(d), însă a renunțat în cele din urmă.

## Cariera
Normand și-a început cariera susținând spectacole la Lucy's Retired Surfer Bar din New Orleans în 2006.
Normand susține în mod regulat show-uri în cluburile de comedie din țară și a apărut în cadrul a numeroase festivaluri, inclusiv la Bridgetown Comedy Festival⁠(d), Seattle International Comedy Competition⁠(d), Boston Comedy Festival, Melbourne International Comedy Festival⁠(d) și în 2013 a apărut la Just for Laughs⁠(d) în Montreal.
Show-ul său susținut în emisiunea The Half Hour⁠(d) de la Comedy Central a fost lansat în 2014. De asemenea, a lansat un album intitulat Still Got It prin intermediul casei de discuri Comedy Central Records⁠(d), înregistrat la Comedy on State în Madison, Wisconsin. Un alt spectacol de stand-up intitulat „Don’t Be Yourself” a fost lansat în 2017. A fost invitat în emisiuni de televiziune precum Conan, The Tonight Show cu Jimmy Fallon, The Late Show cu Stephen Colbert, The Late Late Show cu James Corden⁠(d), TruTv, Best Week Ever⁠(d), MTV, Last Comic Standing⁠(d) și @midnight⁠(d). A avut roluri în filmele Inside Amy Schumer și Horace and Pete.

## Viața personală
Normand locuiește în cartierul West Village⁠(d) din New York. A susținut că este ateu. Normand a avut o relație de doisprezece ani cu iubita sa din liceu. Este logodit cu Mae Planert.

## Discografie
- Still Got It (2014)
- Don't Be Yourself (2017)
- Out to Lunch (2020)

## Filmografie
| An         | Titlu              | Rol                | Note       |
| ---------- | ------------------ | ------------------ | ---------- |
| 2013, 2015 | Inside Amy Schumer | Coleg, Simon, Dave | 3 episoade |
| 2016       | Horace and Pete    | Mark               | 2 episoade |